# Ристићева палата
Ристићева палата (мкд. Ристиќева палата) је монументална симболична зграда на Тргу Македонија у Скопљу, Северна Македонија. Палата се налази на јужној страни реке Вардар и јужном делу Трга Македонија. Изграђена је 1926. по пројекту архитекте Драгутина Маслаћа.

## Историја
Изградио ју је 1926. српски фармацеут Владислав Ристић. У приземљу се налазио пословни простор, док су Ристићеви живели на осталим спратовима. Међутим, сада је она комплекс пословних простора.
Заслуге за архитектонски дизајн зграде иду Драгутину Маслаћу, док је Драгутин Станковић заслужан за скулпторски аспект зграде.
Палата је једна од ретких великих зграда које су преживеле земљотрес у Скопљу 26. јула 1963., када је скоро 70% зграда у граду уништено. Када је зграда изграђена, дизајнери и архитекта су били свесни сеизмичких услова у том подручју, тако да су преузете одговарајуће мере и зграда је грађена по свим тада модерним стандардима, за разлику од већине других зграда које су се срушиле.

## Галерија
- Ристићева палата 1926. године, када је изграђена.
- Ристићева палата данас.
- Детаљи на згради.